# Vaughan (Automarke)
Vaughan war eine US-amerikanische Automarke.

## Markengeschichte
Guy Vaughan war Automobilrennfahrer. Er fuhr unter anderem für die F. B. Stearns Company. 1909 plante er, selber in die Automobilproduktion einzusteigen. 1910 schloss er sich der W. A. Wood Manufacturing Company in Kingston im US-Bundesstaat New York an. In dem Jahr begann die Produktion von Automobilen in geringem Umfang. Der Markenname lautete Vaughan.
1911 kam es zum Zusammenschluss mit Wyckoff, Church & Partridge, die Fahrzeuge von Decauville importieren und außerdem Fahrzeuge von Stearns vertrieben. Die eigene Produktion lief weiter. 1912 folgte der Bankrott. Vaughan wechselte daraufhin zu Oldsmobile und später wieder zu Stearns.
1914 übernahm Frederick E. Moskovics das Unternehmen. Er setzte die Produktion bis 1914 fort. Anfang 1915 wurde es aufgelöst. Im November 1915 wurde das Werk an die Remington Motor Company verkauft.

## Fahrzeuge
Von 1910 bis 1912 gab es das Model V. Es hatte einen Vierzylindermotor mit 30 PS Leistung. Das Fahrgestell hatte 305 cm Radstand. Zur Wahl standen offene Tourenwagen mit fünf Sitzen und Runabout mit zwei Sitzen. Der Neupreis betrug 3200 US-Dollar.
1913 entfiel der Runabout. Der Preis konnte auf 2500 Dollar gesenkt werden.
1914 erschien das Model VIII. Der Sechszylindermotor war mit 34 PS angegeben. Der Radstand betrug 351 cm. Genannt sind Roadster mit zwei und drei Sitzen und Tourenwagen mit fünf und sechs Sitzen.

## Modellübersicht
| Jahr      | Modell     | Zylinder | Leistung (PS) | Radstand (cm) | Aufbau                                                            |
| --------- | ---------- | -------- | ------------- | ------------- | ----------------------------------------------------------------- |
| 1910–1912 | Model V    | 4        | 30            | 305           | Tourenwagen 5-sitzig, Runabout 2-sitzig                           |
| 1913      | Model V    | 4        | 30            | 305           | Tourenwagen 5-sitzig                                              |
| 1914      | Model VIII | 6        | 34            | 351           | Roadster 2-sitzig und 3-sitzig, Tourenwagen 5-sitzig und 6-sitzig |